# Mikołaj Trzaska
Mikołaj Konstanty Trzaska, né le 7 avril 1966 à Gdańsk, est un compositeur de Jazz et de musique de film polonais.

## Filmographie
- 2002 : Sztos de Olaf Lubaszenko
- 2001 : Buty
- 2006 : Obcy VI de Borys Lankosz
- 2009 : Dom zły de Wojciech Smarzowski
- 2011 : Róża de Wojciech Smarzowski
- 2012 : Errata de Arkadiusz Biedrzycki
- 2012 : Drogówka de Wojciech Smarzowski
- 2014 : Pod Mocnym Aniołem de Wojciech Smarzowski
- 2016 : Wołyń de Wojciech Smarzowski
- 2018 : Kler  de Wojciech Smarzowski

## Membre des groupes
- Variété, Miłość, Łoskot, The Users, NRD, Gdańskie Słoniki, Masło.....

## Récompenses
- Festival du film polonais de Gdynia
  - Prix de la meilleure musique en 2014 pour Pod Mocnym Aniołem
- Polskie Nagrody Filmowe
  - Prix de la meilleure musique en 2017 pour Wołyń